# Bezlisni nadbradac
Bezlisni nadbradac (lat. Epipogium aphyllum), rijetka je vrsta orhideje iz potporodice Epidendroideae, ali raširene po gotovo cijeloj Euroaziji, a prisutna je i u Hrvatskoj. Poznata je i kao euroazijska duh orhideja, ali nije u srodstvu s američkom duh orhidejom, Dendrophylax lindenii.
Biljka nema listova, nema klorofila i ne vrši fotosintezu, nego je ovisna o simbioznom odnosu sa specifičnom vrstom gljivica.

## Opis
Epipogium aphyllum je lijepa mala biljka vrlo osebujna, bez klorofila, s listovima svedenim na sitne ljuske raspoređene po stabljici.
Cvijeće pokazuje proziran aspekt. Žućkaste latice i sepali su slični i usmjereni prema dolje. Usna je člankovita i okrenuta prema gore te nosi nježne crvene purpurne kreste.
Epipogium aphyllum raste u zasjenjenim područjima, u planinama do 2000 m, a cvate od srpnja do kolovoza. To je vrlo rijetka i vrlo krhka vrsta zaštićena na cijelom teritoriju Francuske.

## Sinonimi
- Epipactis epipogium (L.) All.
- Epipogium aphyllum f. albiflorum Y.N.Lee & K.S.Lee
- Limodorum epipogium (L.) Sw.
- Orchis aphylla F.W.Schmidt
- Satyrium epipogium L.
- Serapias epigogium (L.) Steud.